# Прапор Маркушів
Прапор Маркушів затверджений 15 жовтня 2010 р. рішенням LIV сесії Маркушівської сільської ради V скликання.

## Опис прапора
Квадратне полотнище, що складається з двох горизонтальних смуг — синьої та червоної (малинової) (співвідношення їхніх ширин рівне 3:1). На синьому полі жовтий розширений хрест.

## Значення символіки
Хрест, як древній символ, символізує вічне життя, а як християнський — відповідає його чотирьом чеснотам: розуму, справедливості, поміркованості і мужності. Хрест є символом розподілу всесвіту на чотири елементи: воду, вогонь, повітря і небо і як розподіл на божественне (вертикальна лінія) і земне (горизонтальна). Також хрест є символом віри, любові, спасіння і смирення.
Червоний (малиновий) колір символізує хоробрість, мужність, лицарство, шляхетність, відвагу, перемогу, добропорядність, велич і справедливу кров, пролиту в боротьбі за свою Вітчизну. Синій колір символізує щирість, вірність, відданість, честь, благородство, духовність, чисте небо та воду, бездоганність, молодість і життєвий ріст.
Хрест, як основний символ українських козаків, а також малиновий колір козацького прапора, підкреслюють історичну наявність українських козаків на території села для його захисту від нападів ворогів.

## Автори
Автор проекту прапора протоієрей В.С. Сватула, священик Свято-Миколаївського собору м. Бердичева, член УГТ, голова Бердичівського відділення Волинсько-Геральдичної Колегії. Зобразив О.І. Маскевич.